# Center for Financial Studies
Das Center for Financial Studies (CFS) mit Sitz im House of Finance (Campus Westend) in Frankfurt am Main ist ein an die Goethe-Universität angegliedertes Forschungsinstitut. Es betreibt unabhängige und international orientierte Forschung zu Themen im Bereich der Finanzen. Es dient als ein Forum für den Dialog zwischen Wissenschaft, Politik und Wirtschaft. Es bietet zudem eine Plattform für Grundlagen- und angewandte Forschung mit Bedeutung für den europäischen Finanzsektor.
Das Center for Financial Studies wird von den Direktoren Andreas Hackethal und Rainer Klump und dem Geschäftsführer Volker Brühl geleitet. Präsident des Instituts ist seit Juli 2022 Axel A. Weber. Otmar Issing ist Ehrenpräsident. Den Vorstandsvorsitz hat Jürgen Fitschen, ehemaliger Co-Vorsitzender des Vorstands, Deutsche Bank AG, inne.

## Geschichte
Anlässlich des 50-jährigen Jubiläums der Goethe-Universität im Jahr 1964 spendeten Banken, insbesondere Privatbankiers, sowie die Frankfurter Börse für die Neugründung eines Forschungsinstituts. 1967 wurde es unter dem Namen Institut für Kapitalmarktforschung (IFK) gegründet, 1968 nahm es seine Arbeit auf. Das Institut wird bis heute von der gleichzeitig ins Leben gerufenen Gesellschaft für Kapitalmarktforschung e. V. getragen, zu deren mehr als 60 Mitgliedern vor allem Banken, Versicherer, Beratungs- und Industrieunternehmen zählen. Das Institut wird durch Spenden und Mitgliedsbeiträge finanziert. Zum Zeitpunkt seiner Gründung war es das erste Forschungsinstitut in Deutschland, das sich ausschließlich den Problemen des Kapitalmarktes widmete.
1996 erhielt das Institut den Namenszusatz Center for Financial Studies, um der zunehmend internationalen Ausrichtung der Forschungsaktivitäten Ausdruck zu verleihen. Seit 2001 firmiert es nur noch unter diesem Namen. Von Räumlichkeiten bei der hessischen Landeszentralbank wechselte das Institut 2005 in ein Gebäude der Goethe-Universität am Campus Westend, 2008 bezog es das neu gebaute House of Finance auf dem Campus Westend. Von 2006 bis Juli 2022 war der ehemalige Chefvolkswirt der Europäischen Zentralbank, Otmar Issing, Präsident des CFS. Auf ihn folgt Axel A. Weber. Zu den Direktoren des Institut für Kapitalmarktforschung und des Center for Financial Studies gehörten unter anderem Karl Häuser, Bernd Rudolph, Axel A. Weber und Volker Wieland.

## Forschung
Das Tätigkeitsspektrum umfasst Forschungsbereiche, die unter der Leitung der Direktoren stehen. Weitere Forschungsaktivitäten werden von dem CFS-Geschäftsführer geleitet. An den daraus resultierenden Forschungsprojekten wirken Wissenschaftler (Fellows) aus dem In- und Ausland mit, die regelmäßig das Center for Financial Studies besuchen. Die Forschungsergebnisse werden auf internationalen Konferenzen präsentiert und in internationalen Fachzeitschriften oder als CFS-Working-Paper publiziert.

## Dialog
Das Center for Financial Studies veranstaltet regelmäßig Konferenzen, Kolloquien, wissenschaftliche Foren und Fachvorträge zu finanzmarktrelevanten Themen und fördert so den Dialog zwischen Wissenschaft und Praxis. Zudem beteiligt sich das CFS an internationalen Forschungsnetzwerken und kooperiert dabei als deutscher Partner mit internationalen Forschungszentren.

## CFS-Index
Der CFS-Index ist ein Instrument zur Messung des Wertschöpfungsbeitrags der Finanzindustrie in Deutschland. Es entstand in Zusammenarbeit von Wirtschaft, Wissenschaft und Politik. Seit Anfang des Jahres 2007 führt das Center for Financial Studies eine deutschlandweite Online-Umfrage unter Führungskräften durch. Die Befragung dient der Aggregation der Urteile und Erwartungen von Schlüsselpersonen des Finanzstandortes Deutschland. Zusätzlich gibt es Sonderfragen, die dem aktuellen Geschehen in Wirtschaft und Politik gewidmet sind.

## Deutsche Bank Prize in Financial Economics
Von 2005 bis 2015 vergab das CFS gemeinsam mit der Goethe-Universität den mit 50.000 Euro dotierten Deutsche Bank Prize in Financial Economics, mit dem herausragende Beiträge zu den Bereichen Finanz-, Geldwirtschaft oder Makroökonomie honoriert wurden.

## Prominente Mitglieder
- Karl Otto Pöhl (ehemaliger Präsident)